# Fabio Fognini
Fabio Fognini (ur. 24 maja 1987 w San Remo) – włoski tenisista, triumfator Australian Open 2015 w grze podwójnej mężczyzn, reprezentant w Pucharze Davisa, olimpijczyk.

## Życie prywatne
Na początku 2014 roku zaczął spotykać się z o pięć lat starszą włoską tenisistką, Flavią Pennettą. Para potwierdziła swój związek w mediach społecznościowych w kwietniu tego samego roku. Pennetta przyjęła oświadczyny Fogniniego w wakacje 2015. Dnia 11 czerwca 2016 roku podczas ceremonii w Otsuni zawarli związek małżeński.
Dnia 15 grudnia 2016 para ogłosiła, że spodziewa się narodzin swojego pierwszego dziecka.

## Kariera tenisowa
W ciągu swojej kariery wygrywał turnieje rangi ATP Challenger Tour. W zawodach rangi ATP Tour Fognini osiągnął 19 finałów, z których w 9 triumfował. Najwyżej w rankingu gry pojedynczej został sklasyfikowany 15 lipca 2019 roku, na 9. miejscu.
W grze podwójnej Fognini wygrał 8 turniejów rangi ATP Tour, w tym na początku 2015 roku Australian Open, z Simonem Bolellim. Ponadto Fognini przegrał 12 deblowych finałów. Najwyższą pozycję w indywidualnym rankingu deblistów osiągnął w lipcu 2015 roku, nr 7.
Od roku 2008 Fognini jest reprezentantem Włoch w Pucharze Davisa. Do kwietnia 2014 roku rozegrał siedemnaście meczów singlowych, z których czternaście wygrał oraz jeden pięć spotkań deblowych, z czego trzy zakończyły się jego zwycięstwem.
W 2012 roku Fognini wystartował na igrzyskach olimpijskich w Londynie w konkurencji gry pojedynczej. Odpadł w 1 rundzie po porażce z Novakiem Đokoviciem. Podczas igrzysk olimpijskich w Rio de Janeiro w 2016 roku, tenisista włoski osiągnął ćwierćfinały w turniejach gry podwójnej (z Andreasem Seppim) i gry mieszanej (z Robertą Vinci), a w zawodach singlowych awansował do 3 rundy.
9 lipca 2025 roku, tydzień po rozegraniu pięciosetowego meczu z Carlosem Alcarazem na Wimbledonie, ogłosił zakończenie kariery tenisowej. 

### Finały w turniejach ATP Tour
| Legenda                                      |
| -------------------------------------------- |
| Wielki Szlem                                 |
| Igrzyska olimpijskie                         |
| Tennis Masters Cup / ATP Finals              |
| ATP Masters Series / ATP Tour Masters 1000   |
| ATP International Series Gold / ATP Tour 500 |
| ATP International Series / ATP Tour 250      |

#### Gra pojedyncza (9–10)
| Końcowy wynik | Nr  | Data                 | Turniej        | Nawierzchnia  | Przeciwnik            | Wynik finału     |
| ------------- | --- | -------------------- | -------------- | ------------- | --------------------- | ---------------- |
| Finalista     | 1.  | 29 kwietnia 2012     | Bukareszt      | Ceglana       | Gilles Simon          | 4:6, 3:6         |
| Finalista     | 2.  | 23 września 2012     | Petersburg     | Twarda (hala) | Martin Kližan         | 2:6, 3:6         |
| Zwycięzca     | 1.  | 14 lipca 2013        | Stuttgart      | Ceglana       | Philipp Kohlschreiber | 5:7, 6:4, 6:4    |
| Zwycięzca     | 2.  | 21 lipca 2013        | Hamburg        | Ceglana       | Federico Delbonis     | 4:6, 7:6(8), 6:2 |
| Finalista     | 3.  | 28 lipca 2013        | Umag           | Ceglana       | Tommy Robredo         | 0:6, 3:6         |
| Zwycięzca     | 3.  | 9 lutego 2014        | Viña del Mar   | Ceglana       | Leonardo Mayer        | 6:2, 6:4         |
| Finalista     | 4.  | 16 lutego 2014       | Buenos Aires   | Ceglana       | David Ferrer          | 4:6, 3:6         |
| Finalista     | 5.  | 4 maja 2014          | Monachium      | Ceglana       | Martin Kližan         | 6:2, 1:6, 2:6    |
| Finalista     | 6.  | 22 lutego 2015       | Rio de Janeiro | Ceglana       | David Ferrer          | 2:6, 3:6         |
| Finalista     | 7.  | 2 sierpnia 2015      | Hamburg        | Ceglana       | Rafael Nadal          | 5:7, 5:7         |
| Zwycięzca     | 4.  | 24 lipca 2016        | Umag           | Ceglana       | Andrej Martin         | 6:4, 6:1         |
| Finalista     | 8.  | 23 października 2016 | Moskwa         | Twarda (hala) | Pablo Carreño-Busta   | 6:4, 3:6, 2:6    |
| Zwycięzca     | 5.  | 30 lipca 2017        | Gstaad         | Ceglana       | Yannick Hanfmann      | 6:4, 7:5         |
| Finalista     | 9.  | 24 września 2017     | Petersburg     | Twarda (hala) | Damir Džumhur         | 6:3, 4:6, 2:6    |
| Zwycięzca     | 6.  | 4 marca 2018         | São Paulo      | Ceglana       | Nicolás Jarry         | 1:6, 6:1, 6:4    |
| Zwycięzca     | 7.  | 22 lipca 2018        | Båstad         | Ceglana       | Richard Gasquet       | 6:3, 3:6, 6:1    |
| Zwycięzca     | 8.  | 4 sierpnia 2018      | Los Cabos      | Twarda        | Juan Martín del Potro | 6:4, 6:2         |
| Finalista     | 10. | 30 września 2018     | Chengdu        | Twarda        | Bernard Tomic         | 1:6, 6:3, 6:7(7) |
| Zwycięzca     | 9.  | 21 kwietnia 2019     | Monte Carlo    | Ceglana       | Dušan Lajović         | 6:3, 6:4         |

#### Gra podwójna (8–12)
| Końcowy wynik | Nr  | Data                 | Turniej                    | Nawierzchnia  | Partner           | Przeciwnicy                         | Wynik finału      |
| ------------- | --- | -------------------- | -------------------------- | ------------- | ----------------- | ----------------------------------- | ----------------- |
| Finalista     | 1.  | 20 lipca 2008        | Umag                       | Ceglana       | Carlos Berlocq    | Michal Mertiňák Petr Pála           | 6:2, 3:6, 5–10    |
| Finalista     | 2.  | 27 lutego 2010       | Acapulco                   | Ceglana       | Potito Starace    | Łukasz Kubot Oliver Marach          | 0:6, 0:6          |
| Zwycięzca     | 1.  | 31 lipca 2011        | Umag                       | Ceglana       | Simone Bolelli    | Marin Čilić Lovro Zovko             | 6:3, 5:7, 10–7    |
| Finalista     | 3.  | 15 kwietnia 2012     | Casablanca                 | Ceglana       | Daniele Bracciali | Dustin Brown Paul Hanley            | 5:7, 3:6          |
| Zwycięzca     | 2.  | 24 lutego 2013       | Buenos Aires               | Ceglana       | Simone Bolelli    | Nicholas Monroe Simon Stadler       | 6:3, 6:2          |
| Finalista     | 4.  | 2 marca 2013         | Acapulco                   | Ceglana       | Simone Bolelli    | Łukasz Kubot David Marrero          | 5:7, 2:6          |
| Finalista     | 5.  | 6 października 2013  | Pekin                      | Twarda        | Andreas Seppi     | Maks Mirny Horia Tecău              | 4:6, 2:6          |
| Zwycięzca     | 3.  | 31 stycznia 2015     | Australian Open, Melbourne | Twarda        | Simone Bolelli    | Pierre-Hugues Herbert Nicolas Mahut | 6:4, 6:4          |
| Finalista     | 6.  | 22 marca 2015        | Indian Wells               | Twarda        | Simone Bolelli    | Vasek Pospisil Jack Sock            | 4:6, 7:6(3), 7–10 |
| Finalista     | 7.  | 19 kwietnia 2015     | Monte Carlo                | Ceglana       | Simone Bolelli    | Bob Bryan Mike Bryan                | 6:7(3), 1:6       |
| Finalista     | 8.  | 18 października 2015 | Szanghaj                   | Twarda        | Simone Bolelli    | Raven Klaasen Marcelo Melo          | 3:6, 3:6          |
| Zwycięzca     | 4.  | 2 października 2016  | Shenzhen                   | Twarda        | Robert Lindstedt  | Oliver Marach Fabrice Martin        | 7:6(4), 6:3       |
| Finalista     | 9.  | 22 lipca 2018        | Båstad                     | Ceglana       | Simone Bolelli    | Julio Peralta Horacio Zeballos      | 3:6, 4:6          |
| Zwycięzca     | 5.  | 23 września 2018     | Petersburg                 | Twarda (hala) | Matteo Berrettini | Roman Jebavý Matwé Middelkoop       | 7:6(6), 7:6(4)    |
| Finalista     | 10. | 15 stycznia 2022     | Sydney                     | Twarda        | Simone Bolelli    | John Peers Filip Polášek            | 5:7, 5:7          |
| Finalista     | 11. | 13 lutego 2022       | Buenos Aires               | Ceglana       | Horacio Zeballos  | Santiago González Andrés Molteni    | 1:6, 1:6          |
| Zwycięzca     | 6.  | 20 lutego 2022       | Rio de Janeiro             | Ceglana       | Simone Bolelli    | Jamie Murray Bruno Soares           | 7:5, 6:7(2), 10–6 |
| Finalista     | 12. | 17 lipca 2022        | Båstad                     | Ceglana       | Simone Bolelli    | Rafael Matos David Vega Hernández   | 4:6, 6:3, 11–13   |
| Zwycięzca     | 7.  | 30 lipca 2022        | Umag                       | Ceglana       | Simone Bolelli    | Lloyd Glasspool Harri Heliövaara    | 5:7, 7:6(6), 10–7 |
| Zwycięzca     | 8.  | 19 lutego 2023       | Buenos Aires               | Ceglana       | Simone Bolelli    | Nicolás Barrientos Ariel Behar      | 6:2, 6:4          |

### Starty wielkoszlemowe (gra pojedyncza)
| Turniej         | 2006 | 2007 | 2008 | 2009 | 2010 | 2011 | 2012 | 2013 | 2014 | 2015 | 2016 | 2017 | 2018 | 2019 | 2020 | 2021 | 2022 | 2023 | Wygrane turnieje | Bilans w turnieju |
| --------------- | ---- | ---- | ---- | ---- | ---- | ---- | ---- | ---- | ---- | ---- | ---- | ---- | ---- | ---- | ---- | ---- | ---- | ---- | ---------------- | ----------------- |
| Australian Open | –    | –    | 1R   | 2R   | 1R   | 1R   | 1R   | 1R   | 4R   | 1R   | 1R   | 2R   | 4R   | 3R   | 4R   | 4R   | 1R   | 1R   | 0 / 16           | 16–16             |
| French Open     | –    | 1R   | –    | 1R   | 3R   | QF   | 3R   | 3R   | 3R   | 2R   | 1R   | 3R   | 4R   | 4R   | 1R   | 3R   | 2R   | 3R   | 0 / 16           | 26–15             |
| Wimbledon       | –    | –    | 1R   | 2R   | 3R   | –    | 2R   | 1R   | 3R   | 2R   | 2R   | 3R   | 3R   | 3R   | NH   | 3R   | 1R   |      | 0 / 13           | 16–13             |
| US Open         | –    | –    | 1R   | 1R   | 1R   | 2R   | 3R   | 1R   | 2R   | 4R   | 2R   | 1R   | 2R   | 1R   | –    | 1R   | 2R   |      | 0 / 14           | 10–14             |
| Bilans spotkań  | 0–0  | 0–1  | 0–3  | 2–4  | 4–4  | 5–2  | 5–4  | 2–4  | 8–4  | 5–4  | 2–4  | 5–4  | 9–4  | 7–4  | 3–2  | 7–4  | 2–4  | 2–2  | N/A              | 68–58             |